# Ghjuvan Petru Lucciardi
Ghjuvan Petru Lucciardi (Santo-Pietro-di-Tenda, 1862 - París, 1928) fou un escriptor cors. Provenia d'una família d'agricultors, i va emprar els pseudònims d'U Muntagnolu i U Paisanu. Estudià a Ajaccio i treballà com a director d'escola fins que es traslladà a la seva família a París, d'on ja no hi va tornar. Escrivia en cors per tal d'expressar la intimitat dels seus sentiments. Col·laborà a A Tramuntana i A Muvra.

## Obres
- I Galli rivali (1909)
- A Greva di e ghjuvannotte (1909)
- A Vindetta di Lilla (1911)
- Maria Gentile (1912)
- U martiriu di Santa Devota (1912)
- La schiodazione (1931)